# Лидеры эскадренных миноносцев проекта 47
Лидеры эскадренных миноносцев проекта 47 — тип советского бронированного лидера эскадренных миноносцев с универсальной артиллерией главного калибра. Корабли проекта предназначались для лидирования в океанской зоне больших эскадренных миноносцев проекта 35; для исполнения своего назначения лидеры проекта 47 должны были быть хорошо вооружены и защищены. В апреле 1941 года, перед началом Великой Отечественной войны, проектирование бронированного лидера было приостановлено и снова возобновлено уже после завершения войны. Несмотря на то, что проект 47 так и не был реализован, его двухбашенный вариант стал прототипом эскадренного миноносца проекта 41.

## Предыстория
Впервые идея бронированного лидера в советском флоте была высказана в начале 1920-х годов начальником Военно-морской академии и известным морским теоретиком М. А. Петровым при подготовке проекта «морской программы». Специалисты Военно-морской академии и Главного морского технического управления считали целесообразным на основе анализа опыта борьбы на морских коммуникациях периода Первой мировой войны создать защищённый палубным бронированием эсминец с шестидюймовой артиллерией, мощным минно-торпедным вооружением, обладающий скоростью полного хода до 40 узлов. Разработанное оперативно-тактическое задание на такой корабль осталось невостребованным и не было проверено методами исследовательского проектирования.
В трансформированном виде идея возникла в середине 1930-х годов, когда под влиянием итальянского кораблестроения появились проекты скоростных «бронированных лидеров-разведчиков». В 1935 году появились два предэскизных проекта бронированного лидера, разработанных кораблестроительной секцией ЦНИИ ВК и ЦКБС-1. Предэскизный проект ЦКБС-1 был проработан конструкторами в пяти вариантах; 23 декабря 1935 года его представили в Отдел кораблестроения Управления Морских сил РККА (УМС РККА). Оптимальный вариант проекта был принят для дальнейшего проектирования с присвоением проектного номера 24. 10 февраля 1936 года заместителем начальника главка П. Г. Гойнкисом был подписан наряд № 51/20-377с, по которому ЦКБС-1 было предписано «произвести разработку эскизного проекта и общего проекта бронированного лидера-разведчика» (проект 24); к 18 февраля проект был разработан. Согласно ему лидер обладал следующими тактико-техническими элементами: имел стандартное водоизмещение 3400 т; нёс артиллерию главного калибра из восьми 130-мм орудий в двухствольных бронированных установках, два четырёхствольных 37-мм зенитных автомата, два побортно расположенных 533-мм пятитрубных торпедных аппарата; имел бронирование: борта и траверзов — 50 мм, палубы — 25 мм, боевых рубок — 35—60 мм; полный запас топлива — 950 т, дальность хода экономической скоростью (16 узлов) — 6000 морских миль, скорость при водоизмещении 3650 т и двухвальной главной энергетической установке (ГЭУ) мощностью 100 000 л. с. должна была достичь величины 47 узлов. Лидер должен был иметь главные размерения 140×13,0×4,1 м. О проекте забыли, как только на «повестку дня» перед Отделом кораблестроения УМС РККА встало проектирование линкоров и тяжёлых крейсеров.

## Проектирование в 1939—1941 годах

### Тактико-техническое задание
Разработка тактико-технического задания (ТТЗ) на проект бронированного лидера под индексом 47 приказом заместителей наркомата ВМФ и наркомата судостроительной промышленности № 0447/129с от 8 сентября 1939 года была поручена комиссии под председательством флагмана 1 ранга С. П. Ставицкого. 17 января 1940 года комиссия сформулировала оперативно-тактические требования следующим образом:
1. Для лидирования ЭМ при выходе в атаку большой ЭМ не годится (не защищён, представляет собой большую цель).
2. Нужен бронированный корабль (могущий не бояться КРЛ).
3. Таким кораблём может быть увеличенный большой ЭМ с броневой палубой и бортовыми скосами… Десять 130-мм орудий выгоднее шести 152-мм для поражения на близких дистанциях ЭМ и сковывания КРЛ (результат боя у Монтевидео).
Скорость хода лидирующего корабля м. б. несколько меньше, чем у лидируемых ЭМ, что можно использовать для бронирования…
Основным назначением советского бронированного лидера было лидирование эсминцев строящегося «Большого флота», то есть вывод их в торпедную атаку, и, кроме того, разведка, борьба на коммуникациях на закрытых театрах (Балтийское и Чёрное моря), ПВО и ПЛО линкоров и крейсеров в составе группировки и постановка минных заграждений.
Согласно разработанному ТТЗ лидер должен был иметь в качестве вооружения: десять 130-мм универсальных орудий в башнях, восемь 37-мм зенитных автоматов в счетверённых установках, зенитные пулемёты, два расположенных побортно пятитрубных 533-мм торпедных аппарата, самолёт-разведчик (без катапульты). Корабль должен был иметь бронирование наклонного пояса (с наклоном броневых плит — 45° внутрь) — 70 мм, носового траверза — 70 мм, палубы — 25 мм. Скорость полного хода — 36 узлов, дальность хода экономической скоростью — 8000 морских миль. Стандартное водоизмещение не должно было быть более 4500 т.
При рассмотрении оперативно-тактического задания в управлении кораблестроения РКВМФ (УК РКВМФ) «было высказано пожелание увеличить скорость до 40 узлов (за счёт уменьшения толщины бортовой брони до 50 мм и замены пятитрубных аппаратов трёхтрубными), а ГМШ, „забыв“ о торпедном вооружении и подтвердив требование о повышении скорости, запросил 6 шестидюймовых орудий главного калибра (при этом „автоматически“ аннулировалось требование об их универсальности) и увеличение зенитного калибра до 45 мм. В такой формулировке реальность выполнения требований представлялась сомнительной, тем более, что выявилось серьёзное разногласие между УК и ГМШ в отношении артиллерийского вооружения». Начальник ГМШ, флагман флота 2 ранга Лев Михайлович Галлер уже 11 января 1940 года в письме начальнику УК РКВМФ сформулировал требования к бронированному лидеру следующим образом:
а) вооружение: шесть 152-мм орудий в трёх двухорудийных башнях с расположением двух в носу и одной в корме; восемь 45-мм автоматов и двенадцать 12,7-мм пулемётов;

б) скорость хода — не менее 40 узлов;
в) защита должна быть проработана в трёх вариантах: 1) противопульная 2) от 130-мм снаряда на заданных в ТТЗ дистанциях боя 3) от 152-мм снаряда на дистанциях 80—100 каб. (наиболее жизненные части)
Для принятия окончательного решения прошу срочно произвести расчёт (ориентировочную прикидку) в какие габариты и водоизмещение выльются изложенные выше требования.
Просьба Л. М. Галлера просчитать габариты и водоизмещение такого лидера была выполнена не скоро — 17 июня 1940 начальник управления кораблестроения контр-адмирал А. А. Жуков поставил свою подпись под следующими требованиями к лидеру проекта 47: главный калибр — восемь — десять 130-мм орудий, в качестве зенитного калибра — восемь 37-мм автоматов, торпедное вооружение — три трёхтрубных торпедных аппарата; скорость — 38 узлов, дальность хода — 8000 морских миль. При 50-мм бортовом бронировании и 25-мм бронировании палубы стандартное водоизмещение лидера ограничивалось значением 4000 т. Как предполагает Д. Ю. Литинский, предложенный Л. М. Галлером проект 40-узлового бронированного лидера с шестидюймовой артиллерией с очевидным влиянием германской оперативно-тактической мысли «был нейтрализован указанием высшего руководства УК РКВМФ — заместителем наркома по кораблестроению флагманом 1 ранга Иваном Степановичем Исаковым. Последний, будучи „миноносником“ по опыту службы и своими глазами увидев эволюцию ЭМ в американском флоте во время недавней командировки в США, явно не поддерживал идею увеличения калибра артиллерии торпедно-артиллерийских кораблей свыше 130 мм и, главное, ратовал за скорейшее введение универсальных орудий главного калибра».

### Предэскизный проект
После проведения расчётов вариантов «крейсер-эсминец» был исключён из рассмотрения, а просьба выполнить предэскизное проектирование бронированного лидера с десятью 130-мм универсальными орудиями Управление кораблестроения (УК РКВМФ), испытывавшее после волны репрессий катастрофическую нехватку квалифицированных специалистов, переадресовало ЦКБ-17 (бывшему ЦКБС-1). Технический проект предписывалось завершить в IV квартале 1940 года. Стоимость проектных работ была оценена в 2,6 млн рублей. Специалисты ЦКБ-17 не стали углубляться в мотивировку выбора базовых главных размерений корпуса и изменять состав вооружения и, варьировав только параметры главной энергетической установки, попытались доказать, что ТТЗ выполнимо только при нормальном водоизмещении, соответствующем «полноценному» лёгкому крейсеру.
| Основные тактико-технические элементы предэскизного проекта 47 | Основные тактико-технические элементы предэскизного проекта 47 | Основные тактико-технические элементы предэскизного проекта 47 |
| -------------------------------------------------------------- | -------------------------------------------------------------- | -------------------------------------------------------------- |
| Основные элементы                                              | Вариант I                                                      | Вариант II                                                     |
| Водоизмещение, т                                               |                                                                |                                                                |
| Стандартное водоизмещение                                      | 5400                                                           | 5600                                                           |
| Нормальное водоизмещение                                       | 5900                                                           | 6100                                                           |
| Главные размерения, м                                          |                                                                |                                                                |
| Длина                                                          | 160                                                            | 160                                                            |
| Ширина                                                         | 15,0                                                           | 15,0                                                           |
| Осадка                                                         | 5,0                                                            | 5,0                                                            |
| Главные механизмы                                              |                                                                |                                                                |
| Тип главной энергетической установки                           | котлотурбинная                                                 | котлотурбинная                                                 |
| Мощность (полная), л. с.                                       | 75 000                                                         | 100 000                                                        |
| Скорость хода, узлов                                           | 33,4—34,0                                                      | 36,0—36,5                                                      |
| Дальность плавания, морских миль                               | 5500—6000                                                      | 5000—5500                                                      |
| Вооружение                                                     |                                                                |                                                                |
| Артиллерия главного калибра                                    | 5×2 130-мм АУ                                                  | 5×2 130-мм АУ                                                  |
| Зенитное вооружение                                            | 8 37-мм АУ, 8×12,7-мм пулемётов                                | 8 37-мм АУ, 8×12,7-мм пулемётов                                |
| Торпедные аппараты, боезапас                                   | 2×5 533-мм ТА (10 торпед)                                      | 2×5 533-мм ТА (10 торпед)                                      |
| Мины, боезапас                                                 | 60                                                             | 60                                                             |
| Глубинные бомбы                                                | 12 Б-1, 24 М-1                                                 | 12 Б-1, 24 М-1                                                 |
| Бронирование                                                   |                                                                |                                                                |
| Наклонный пояс (борт)                                          | 70                                                             | 70                                                             |
| Палуба                                                         | 25                                                             | 25                                                             |
| Носовой траверз                                                | 70                                                             | 70                                                             |
| Артиллерия главного калибра                                    | 25                                                             | 25                                                             |

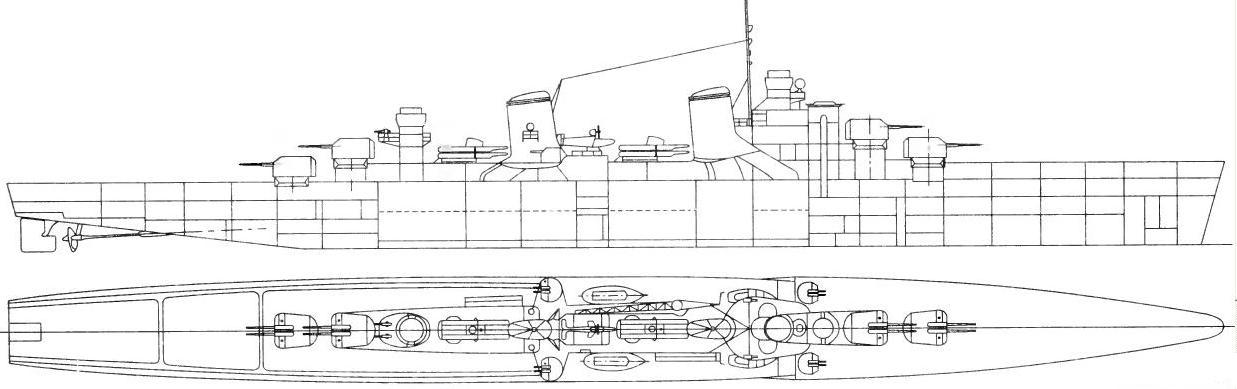
Предэскизный проект бронированного лидера проекта 47 с четырьмя башенными АУ (1940 год)

 Выход из этой ситуации был найден. В 1940 году на рассмотрение в УК РКВМФ был представлен инициативный проект «бронированного лидера с универсальной артиллерией», разработанный инженером-кораблестроителем В. Я. Шуром. Разработанный им бронированный лидер имел четыре 130-мм спаренных универсальных палубно-башенных установки Б-2-У с боезапасом 250 выстрелов на установку, четыре спаренных 37-мм зенитных автомата 66-К с боезапасом 1500 выстрелов на автомат, ПУС «Смена», два пятитрубных торпедных аппарата 2-Н и самолёт-разведчик. ГЭУ мощностью 75 000 л. с., аналогичная ГЭУ большого эсминца проекта 35, при нормальном водоизмещении должна была обеспечить кораблю скорость полного хода свыше 38 узлов.
Автор проекта взял за основу теоретического чертежа корпус одного из вариантов лёгкого крейсера, имевшего длину по конструктивной ватерлинии 150 м и ширину 13,6 м, и свободно разместил в нём все необходимые помещения, уделив в нагрузке масс достаточное место бронированию, которое «выглядело достаточно солидно и вполне сопоставимо с таковым у крейсера проекта 26» (бронирование борта — 50 мм, палубы — 25 мм, носового траверза — 100 мм, кормового траверза — 75 мм, лобовой, задней и боковых стенок боевой рубки соответственно 100, 75 и 50 мм, бронирование румпельного отделения — 37 мм, пола боевой рубки и барбетов 37-мм автоматов — 14 мм). Сравнительно малая относительная масса корпуса в проекте свидетельствует либо о небрежении его прочностью, либо о стремлении за счёт массы корпусных конструкций вместить бронирование в ограниченное водоизмещение, а малый запас топлива в нормальной нагрузке говорит о весьма ограниченной дальности хода. В конечном итоге, поскольку тактико-технические элементы (ТТЭ) не соответствовали требуемым официальным заданием, а автор предложения не имел необходимого влияния, этот предэскизный проект «с формальным комментарием был отправлен в архив».
| Укрупнённая сводка нагрузки масс инициативного проекта бронированного лидера в сравнении с отчётной нагрузкой крейсера проекта 26-бис | Укрупнённая сводка нагрузки масс инициативного проекта бронированного лидера в сравнении с отчётной нагрузкой крейсера проекта 26-бис | Укрупнённая сводка нагрузки масс инициативного проекта бронированного лидера в сравнении с отчётной нагрузкой крейсера проекта 26-бис |
| --- | --- | --- |
| Укрупнённые статьи нагрузки | Бронированный лидер (масса, т; % стандартного водоизмещения)                                                                          | Проект 26-бис (масса, т; % стандартного водоизмещения)                                                                                |
| Водоизмещение, т | | |
| Стандартное водоизмещение | 3800 (100 %) | 8177 (100 %) |
| Корпус | 1378 (36,2 %) | 3379 (41,3 %) |
| Бронирование | 706 (18,6 %) | 1536 (18,8 %) |
| Вооружение | 459 (12,1 %) | см. ниже |
| Боезапас | 157 (4,1 %) | 1246 (15,2 %) — вместе с вооружением                                                                                                  |
| Механизмы | 960 (25,3 %) | 1834 (22,4 %) |
| Снабжение, расходные материалы, команда                                                                                               | 90 (2,4 %) | 182 (2,3 %) |
| Запас водоизмещения | 50 (1,3 %) | — |
| Топливо, вода и масса | 267 | 1310 |
| Водоизмещение на испытании | 4067 | 9487 |

Близкий по основным ТТЭ вариант проекта 47 был разработан осенью 1940 года под руководством ведущего конструктора ЦКБ-17 Н. В. Брезгуна. Он имел такое же артиллерийско-торпедное вооружение и ГЭУ, что и предыдущий вариант. За счёт сосредоточения бронирования преимущественно в носовой части корпуса, диктуемого тактическим назначением корабля — ведением боя в основном на острых (носовых) курсовых углах, конструкторам удалось уложиться в стандартное водоизмещение около 4000 т (полное — около 5300 т). Бронирование носового траверза достигало 120 мм, кормовой траверз, борт и палуба имели толщины брони, как у «бронированного лидера с универсальной артиллерией» (отличия заключались в распределении площадей и весов броневой защиты).

В конце апреля 1941 года новый начальник УК РКВМФ инженер-контр-адмирал Н. В. Исаченков подвёл итоги сравнительного рассмотрения ряда вариантов проектов бронированного лидера, охарактеризовав достигнутые результаты следующим образом: 
Проработка различных вариантов бронированного лидера-крейсера подтвердила невозможность при современном состоянии кораблестроительной и машиностроительной техники создания достаточно забронированного лидера без значительного сокращения скорости и увеличения водоизмещения и размеров корабля, приближающих его к классу КРЛ.
Планировалось, что стадия эскизного проектирования лидера будет окончена в октябре 1941 года. В качестве проектанта указывались ЦКБ-32 или КБ-198. С началом Великой Отечественной войны все работы по проекту 47 были приостановлены.

## Место лидера проекта 47 в довоенных кораблестроительных программах. Планы строительства серии
В 1935—1936 годах Народным комиссариатом обороны СССР с привлечением сотрудников промышленности была разработана десятилетняя программа строительства Военно-Морского флота. Основной задачей программы было строительство «Большого флота», в том числе строительство 533 боевых кораблей основных классов. Целью программы было «создание морских сил, которые могли бы вести активную борьбу с флотом любой из капиталистических держав, или их коалиций». «Большой морской и океанский флот» СССР согласно этой программе предназначался «для борьбы как с отдельными соединениями противника, так и с его главными силами в удалении от своих баз и у берегов противника».
Согласно утверждённой 26 июня 1936 года «Программе крупного морского судостроения 1936 года», кроме достройки шести уже строящихся лидеров эскадренных миноносцев типа «Ленинград» (проекты 1 и 38), планировалось построить 11 лидеров нового типа «И», за основу которого была взята конструкция лидера «Ташкент». Однако после смены в мае — июле 1937 года в результате политических репрессий командования Морских сил РККА и руководства НКОП утверждённая в 1936 году кораблестроительная программа подверглась критическому пересмотру. Новая кораблестроительная программа, утверждённая постановлением комитета обороны при СНК СССР 13/15 августа 1937 года, предусматривала постройку уже 20 новых лидеров эскадренных миноносцев проекта 48, являвшихся дальнейшим развитием лидеров типа «Ленинград». 6 августа 1939 года кораблестроительная программа вновь была пересмотрена в сторону увеличения числа лидеров. «Десятилетний план строительства кораблей ВМФ», представленный советскому правительству наркомом Военно-Морского Флота Н. Г. Кузнецовым, предусматривал строительство до 1947 года 36 лидеров эскадренных миноносцев, в том числе 16 в рамках пятилетнего плана военного судостроения (1938—1942). Планы заказов флота на 1939—1940 годы предусматривали ежегодную закладку трёх кораблей этого подкласса. Бронированные лидеры эскадренных миноносцев проекта 47 планировалось строить после завершения строительства серии лидеров проекта 48.
План военного кораблестроения, откорректированный по постановлению Комитета Обороны № 21 от 9 января 1940 года, предусматривал, что по проекту 47 до 1942 года должны были быть заложены шесть кораблей, и ещё столько же предполагалось заложить после сдачи в 1942 году шести лидеров проекта 48. Эти планы реализовать не удалось, так как уже в октябре 1940 года в связи с отставанием в реализации намеченного плана военного судостроения вышло постановление СНК СССР и ЦК ВКП(б) «О плане военного судостроения на 1941 год», в котором значилось «…8. Новых закладок лидеров эсминцев не производить».

## Возвращение к проекту бронированного лидера

### Разработка нового варианта проекта 47
После окончания Великой Отечественной войны ЦКБ-53 начало разработку предэскизного проекта 41. Однако после утверждения правительственным постановлением крупносерийного строительства эскадренных миноносцев проекта 30-бис и назначения автора проекта 41, А. Л. Фишера, исполняющим обязанности главного конструктора проекта 30-бис о перспективном проектировании в ЦКБ-53 на время забыли. По мере того как выпуск рабочей документации по проекту 30-бис начал близиться к завершению, главный инженер ЦКБ-53 В. А. Никитин «возродил» довоенную концепцию бронированного лидера и дал указание начать работы по проекту с сохранением за ним номера 47.
В новый проект, включённый в тему СП-46, конструкторы ЦКБ-53 под руководством А. Л. Фишера вложили максимум возможных усовершенствований и новых технических решений. По замыслу главного конструктора корабль должен был фактически иметь броневой корпус: и его бортовая обшивка, и верхняя палуба на большей части длины были спроектированы из броневой стали. Это решение позволяло практически полностью исключить вес бронирования из нагрузки масс корабля, то есть броня работала не только для защиты от артиллерийских снарядов, но также для обеспечения общей прочности корпуса.
«Идеология» броневого корпуса, принятая в проекте корабля полным водоизмещением около 4000 т, была очень смелым инженерным решением, поскольку строительная механика корабля тогда не могла дать гарантированный ответ, в какой степени бронирование участвует в «работе» корпуса, в какой мере сохранит броня свою стойкость против снарядов и осколков после гибки, строжки, резки, сварки и т. п.
В основу корпуса и защиты проекта 47 было заложено применение в качестве конструкционного материала свариваемой корабельной стали. Свариваемая корабельная сталь изготавливалась из высокопрочных сталей класса АК (АК-16 и АК-17), заложивших основу для нескольких поколений высокопрочных корпусных сталей, нашедших применение в советском атомном подводном кораблестроении. Однако получение промышленных объёмов хорошо свариваемой низколегированной судостроительной стали (СХЛ-4 с пределом текучести 40 кг/мм²) в первые годы после окончания Великой Отечественной войны оставалось очень проблематичным из-за причин технологического характера.

### Тактико-технические характеристики обновлённого проекта
Предэскизный проект 47 был закончен в марте 1948 года. Конструкторский коллектив предлагал два варианта корабля: с двумя и тремя башнями СМ-2-1, основным из которых был трёхбашенный вариант, поскольку он представлялся более сбалансированным по наступательным и оборонительным качествам и более эффективным для данного водоизмещения (большинство отечественных специалистов признавало его чрезмерным для эсминца, но адекватным для лидера).
Для обоих вариантов лидера проектным отделом ЦКБ-53 был разработан единый теоретический чертёж со следующими геометрическими характеристиками: коэффициент общей полноты — 0,508, коэффициент полноты 11-го теоретического шпангоута, имевшего наибольшую площадь, — 0,796, коэффициент полноты площади конструктивной ватерлинии — 0,765. Обводы носовой оконечности в подводной части являлись традиционными, без ходового бульба, форштевень — прямой. Сравнительно небольшой развал шпангоутов надводного борта в носовой части позволил за счёт наклона ветвей обеспечить достаточно просторный бак и непривычные для эскадренных миноносцев удобства в работе на палубе боцманской команде. Обводы кормовой оконечности в подводной части были выбраны почти плоские, батоксы — практически прямые, корма — транцевая, эллиптическая в плане, со сломом в надводной части.
Бронированный лидер проекта 47 отличался низким малозаметным силуэтом, уменьшавшим площадь цели для противника. Эта особенность корабельной архитектуры влекла за собой и размещение зенитной артиллерии на верхней палубе, а не на палубе надстройки для уменьшения заливания и забрызгивания. Ещё одной причиной выбора для корабля низкого силуэта могло быть опасение недопустимого снижения остойчивости относительно большой массы бронирования верхней палубы. Это же опасение повлекло «заглубление» носовой башни СМ-2-1 в специальный рецесс в палубе бака.
В гладкопалубном корпусе корабля свободно размещался максимум корабельных помещений, что позволяло минимизировать объём надстроек. Машинно-котельные установки конструкторы разместили в двух отделениях, каждое из которых содержало главный турбозубчатый агрегат и два главных котла — впервые в практике советского судостроения была применена совмещённо-эшелонная схема.
По проекту лидер должен был иметь дальность плавания более 5500 морских миль и автономность двадцать суток, чем подчёркивалось его назначение как корабля охранения в океанской зоне.
Двухствольные башенные установки главного калибра СМ-2-1 размещались на лидере следующим образом: две из них были установлены возвышенно одна над другой в носовой части корабля (в диаметральной плоскости), третья устанавливалась в кормовой части стволами в корму. Четыре двухствольные 45-мм артиллерийские установки были размещены на верхней палубе побортно перед носовой и за кормовой надстройками, при этом носовые автоматы были немного сдвинуты в корму и имели уменьшенные углы обстрела (мешала носовая надстройка). Броневая защита лидера была представлена 14-мм вертикальным броневым поясом из высокопрочной свариваемой корпусной стали и аналогичной по толщине горизонтальной плитой (верхняя палуба). Погреба боезапаса и котельные кожухи защищались 10-мм бронёй.
На корабле должны были быть обеспечены высокие стандарты обитаемости. Офицерский состав (22 человека) размещался только в одно- и двухместных каютах, сконцентрированных в двух жилых районах на 2-й палубе, командиру корабля и командиру дивизии выделялись блок-каюты с кабинетом и спальней. Просторная кают-компания офицеров традиционно была расположена в носовой надстройке и занимала всю свободную площадь 1-го яруса. Старшины (22 человека) имели отдельную компанию и размещались в двух-, четырёх- и шестиместных каютах. Матросы должны были размещаться в девяти кубриках, самый большой из которых (№ 4, на нижней палубе в районе носовых 45-мм автоматов) был рассчитан на 72 человека. В средней части 2-й палубы, между носовым и кормовым машинно-котельными отделениями размещались просторный медицинский блок, душевая команды и камбуз со служебными помещениями.
Чертежи общего расположения обоих вариантов проекта 47, в отличие от предэскизного проекта 41, были разработаны очень тщательно, что явно свидетельствовало о намерении конструкторского коллектива впоследствии сэкономить время на стадии технического проекта.
| Основные кораблестроительные элементы лидеров эскадренных миноносцев проекта 47 | Основные кораблестроительные элементы лидеров эскадренных миноносцев проекта 47 | Основные кораблестроительные элементы лидеров эскадренных миноносцев проекта 47 | Основные кораблестроительные элементы лидеров эскадренных миноносцев проекта 47 |
| ------------------------------------------------------------------------------- | ------------------------------------------------------------------------------- | ------------------------------------------------------------------------------- | ------------------------------------------------------------------------------- |
| Основные элементы                                                               | Проект с тремя башнями                                                          | Проект с двумя башнями                                                          |                                                                                 |
| Нормальное водоизмещение, т                                                     | 3688                                                                            | н/д                                                                             |                                                                                 |
| Главные размерения, м                                                           |                                                                                 |                                                                                 |                                                                                 |
| Длина наибольшая                                                                | 138,0                                                                           | 138,0                                                                           |                                                                                 |
| Длина по конструктивной ватерлинии                                              | 132,0                                                                           | 132,0                                                                           |                                                                                 |
| Ширина наибольшая                                                               | 13,6                                                                            | 13,6                                                                            |                                                                                 |
| Ширина по конструктивной ватерлинии                                             | 12,8                                                                            | 12,8                                                                            |                                                                                 |
| Высота борта на миделе                                                          | 8,0                                                                             | 8,0                                                                             |                                                                                 |
| Средняя осадка при нормальном водоизмещении                                     | 4,25                                                                            | н/д                                                                             |                                                                                 |

### Завершение работ над проектом 47
Проблемы, возникшие при сварке новых сталей при постройке лёгких крейсеров проекта 68-бис в конце 1948 — начале 1949 года, стали причиной отказа от применения броневой стали в качестве конструкционного материала корпуса «большого эсминца» проекта 47. Одновременно сложилась парадоксальная ситуация с расчётом прочности корпусных конструкций бронированного лидера проекта 47: принятый в это момент ведомственный стандарт № 48 (от 1931 года) запаса прочности имел шаткие основания, а спроектированные с его учётом корабли имели недостаточную прочность корпуса, ставшую причиной ряда аварий и катастроф советских кораблей в ходе Великой Отечественной войны (лидера «Минск», эсминцев «Громкий» и «Сокрушительный»). При проектировании лидера с броневым корпусом требовалось также определить, какой материал закладывать в расчёт, каков предел его текучести, какой должен быть коэффициент запаса прочности (изменение последнего при расчётах привело бы и к изменению массы металла в корпусе). Разгоревшийся «теоретический» спор о том, на какую величину следует увеличить нормированный запас прочности сварных конструкций корпуса боевых кораблей, не только не привёл к сложению единого мнения по этому вопросу у ведущих учёных, но и вызвал разделение мнений по этому же вопросу у высокопоставленных и авторитетных представителей флота и министерства судостроительной промышленности, традиционно бывших антагонистами в вопросах судостроения. Эти события стали вполне достаточным основанием для того, чтобы «забыть» о применении броневой стали в качестве конструктивного материала проекта 47, а вместе с этим пришлось забыть о самой идее «бронированного лидера».
Обстоятельства трансформации варианта проекта 47 в проект 41 остаются неизвестными, но «очевидно, что по общему расположению именно 2-й вариант проекта 47 — с двумя двухорудийными универсальными стабилизированными АУ СМ-2 — и лёг в основу эскизного и технического проекта 41», став «практически точной копией теоретического чертежа проекта 47», если не считать небольших изменений — введения излома борта кормовой части, начинавшегося в транце и продолжавшегося до 17-го теоретического шпангоута. Так как под руководством В. А. Никитина в проект бронированного лидера были заложены резервы для размещения 3-й башни СМ-2 и её погребов, размеры корпуса проекта 41 несколько сократили — длину по конструктивной ватерлинии на 4 м, ширину — на 0,3 м, а стандартное водоизмещение до 2950 т.

## Оценка проекта

### Аналоги
Идея бронированного корабля, промежуточного по классу между эскадренными миноносцами и лёгкими крейсерами, нашла своё развитие и в зарубежных флотах.

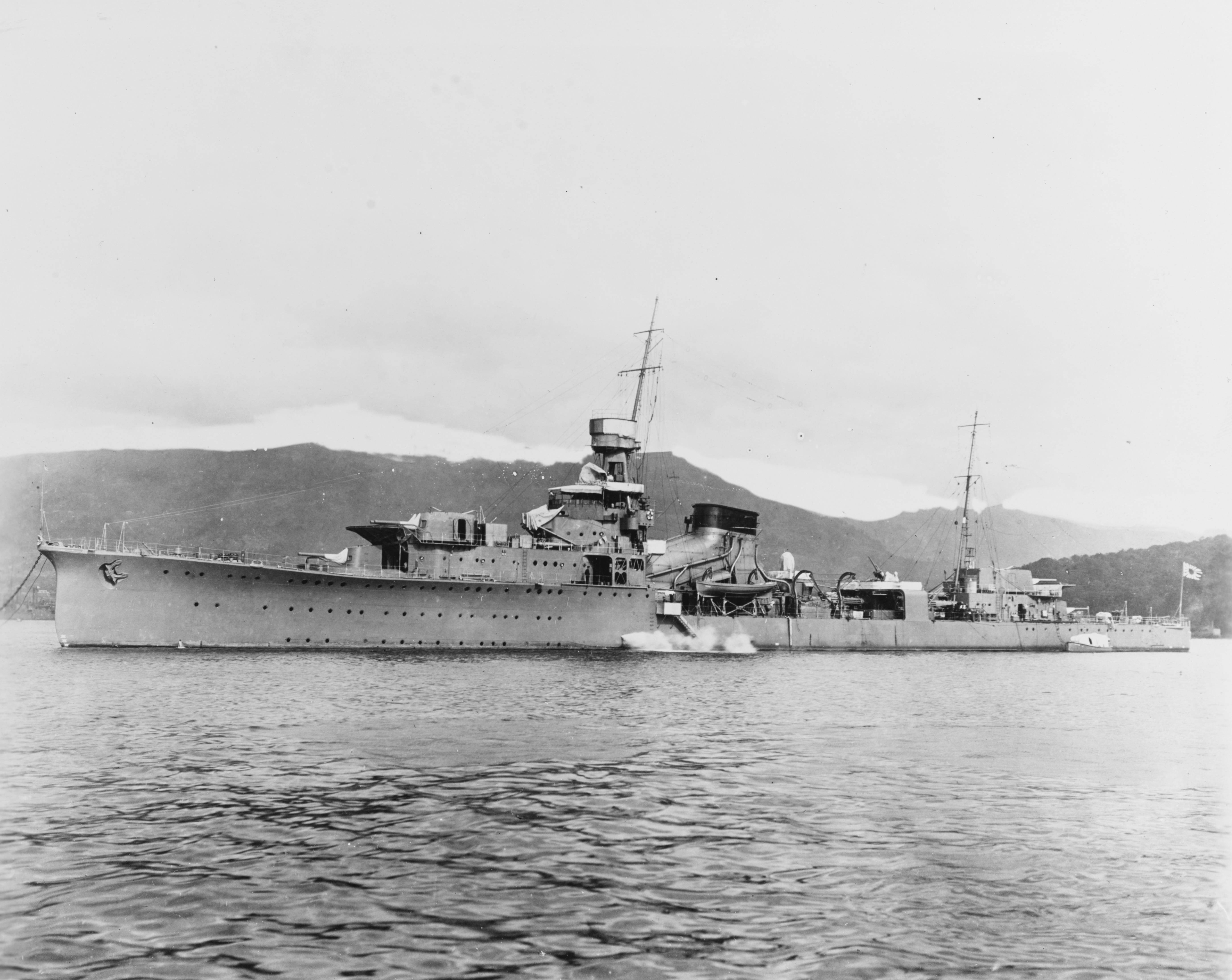
Крейсер «Юбари»

В Японии этим кораблём стал экспериментальный крейсер «малой модели» «Юбари». Морской генеральный штаб японского флота в октябре 1921 года поставил японским кораблестроителям задачу создать аналог 5500-тонного крейсера в половинном водоизмещении с сохранением броневой защиты. В результате в 1921—1923 годах был спроектирован и построен корабль, развивавший при нормальном водоизмещении скорость 35 узлов и имевший проектную дальность плавания 5000 морских миль при скорости 14 узлов. Вооружение «Юбари» состояло из шести 140-мм орудий в башенноподобных установках и двух двутрубных 610-мм торпедных аппаратов. Благодаря удачному расположению вооружения бортовой залп корабля в сравнении с крейсерами типа «Сендай» не понизился, а скорострельность 140-мм орудий даже несколько повысилась за счёт их размещения в башнях с силовым приводом. Броневая защита крейсера была включена в обеспечение общей прочности корпуса, что позволяло снизить без потерь для прочности его весовую долю водоизмещения и установить дополнительное вооружение. Броневая защита была представлена 38-мм броневым поясом, проходящим внутри корпуса на некотором расстоянии от бортовой обшивки с наклоном 10° внутрь, и 25-мм броневой палубой.

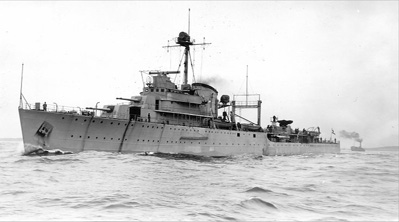
Крейсер «Тромп»

Голландский лёгкий крейсер «Тромп», проектирование которого началось в 1935 году, изначально задумывался как 2500-тонный лидер флотилии миноносцев, базировавшихся на голландскую Ост-Индию (Индонезию). При стандартном водоизмещении около 3800 т и расчётной мощности паротурбинной энергоустановки в 56 000 л. с., «Тромп» развивал скорость 32,5 узла. В качестве главного калибра для обеспечения превосходства над вероятным противником (японскими лёгкими кораблями) на корабле были приняты шесть 150-мм орудий Bofors, размещённых в трёх легко бронированных (15—25 мм) двухствольных башенноподобных артиллерийских установках с максимальным углом вертикального наведения 60°, что позволяло использовать их для стрельбы по самолётам противника. Броневая защита лидера была представлена броневой палубой толщиной от 15 до 25 мм, простиравшейся по длине корабля от носовых до кормовых орудий главного калибра, а по ширине — до внутренних противоторпедных переборок толщиной 20—30 мм. В районе конструктивной ватерлинии вертикальной защитой служила также утолщённая до 16 мм наружная обшивка корпуса. Зенитное вооружение корабля состояло из четырёх двухствольных 40-мм орудий Hazemeyer-Bofors и двух двухствольных 12,7-мм пулемётов (в 1942 году зенитное вооружение было усилено за счёт установки двух 76-мм/40 АУ Vickers Mk. III и четырёх 20-мм АУ Oerlikon). Также в составе вооружения корабля имелись два трёхтрубных 533-мм торпедных аппарата и самолёт-разведчик. После вступления в строй «Тромп» мог по праву считаться как весьма удачным лёгким крейсером минимального водоизмещения, так и не очень скоростным, но прекрасно вооружённым и неплохо защищённым лидером.

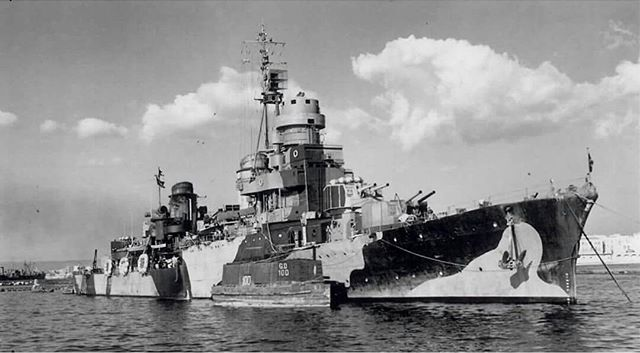
Крейсер «Сципион Африканский» типа «Капитани Романи» в камуфляжной раскраске

Близкие по тактико-техническим характеристикам корабли проектировались и в Германии. По заданию штаба германского военно-морского флота в 1938 году была начата разработка проекта крейсера-разведчика (нем. Spahkreuzer) полным водоизмещением 5700 т, предназначенного для действий в Атлантике. Spahkreuzer 38 представлял собой масштабное увеличение эскадренного миноносца с добавлением лёгкого бронирования (палуба — 15 мм) и имел в качестве артиллерийского вооружения шесть 150-мм орудий, два 88-мм зенитных орудия и по восемь зенитных автоматов калибра 20 и 37 мм; торпедное вооружение крейсера-разведчика состояло из двух пятитрубных аппаратов. Комбинированная дизель-паротурбинная энергетическая установка мощностью 92 000 л. с. позволяла кораблю развивать скорость 35,5 узлов. Развитием этого проекта стал разработанный в 1939 году Spahkreuzer 39. В соответствии с изменившимися требованиями германского флота на нём было значительно усилено зенитное вооружение и броневая защита (появился 50-мм бортовой броневой пояс, а максимальная толщина броневой палубы увеличилась до 25 мм). От установки торпедного вооружения конструкторы отказались, что позволило разместить на корабле авиационную катапульту и самолёт-разведчик. Величина полного водоизмещения увеличилась до 7000 т. В дальнейшем проект опять был переработан в сторону увеличения дальности плавания на 50 % и роста водоизмещения до 7500 т. Под новым обозначением (Spahkreuzer 40) был включён в судостроительную программу. Из трёх заказанных германским флотом кораблей ни один не был достроен.

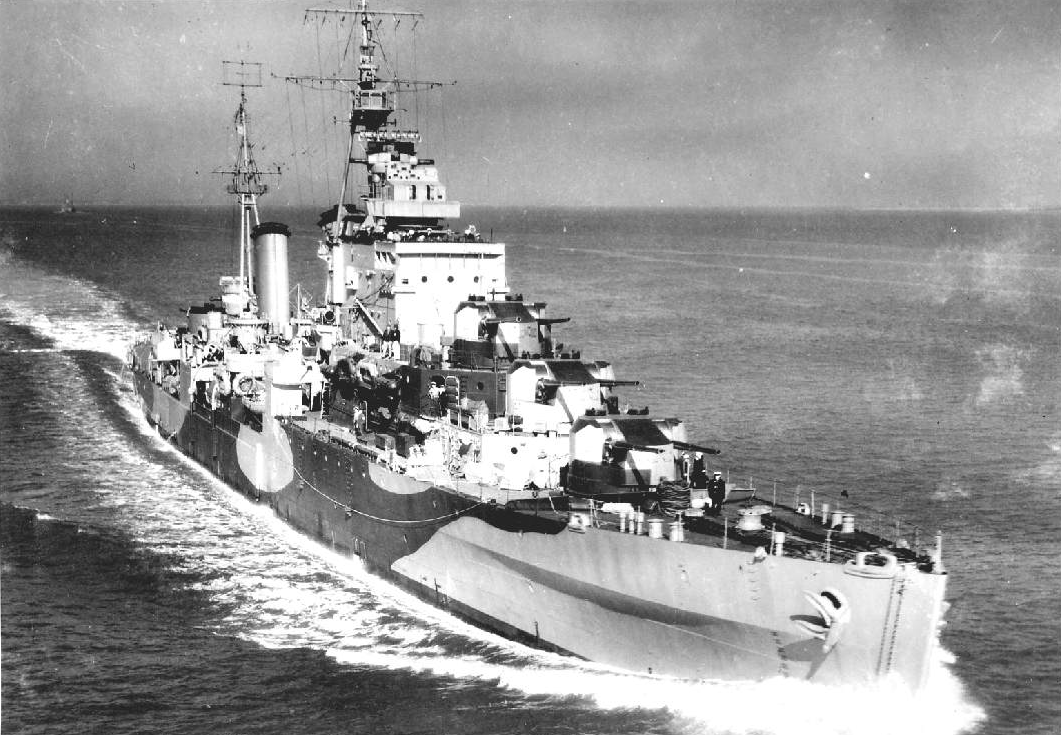
Крейсер ПВО «Аргонавт» типа «Дидо»

Несколько обособленное место в ряду «крейсеров-суперэсминцев» занимают итальянские лёгкие крейсера типа «Капитани Романи». Задуманные как быстроходные «океанские разведчики» (итал. esploratori oceanici) для службы в Красном море, эти корабли должны были обладать высокой скоростью и мощным вооружением при минимальном бронировании. После упразднения 5 мая 1938 года класса «океанских разведчиков» в итальянском флоте корабли типа стали классифицироваться как лёгкие крейсера. По техническому заданию океанские разведчики должны были иметь стандартное водоизмещение 3400 т, скорость полного хода в 41 узел, хорошую мореходность и вооружение из восьми 135-мм орудий в четырёх башенных установках, шести новейших 65-мм зенитных орудий, двух четырёхтрубных торпедных аппаратов и гидросамолёта. Бронирование ограничивалось противоосколочной защитой мостиков и артиллерийских установок. В окончательном проекте, утверждённом в 1939 году, от гидросамолёта отказались. По причине неготовности 65-мм зенитных орудий их заменили на восемь 37-мм и восемь 20-мм зенитных автоматов. Итальянская кораблестроительная программа 1937 года предусматривала строительство 12 крейсеров типа «Капитани Романи», однако до сентября 1943 года в строй успели вступить только три корабля.

С теми или иными оговорками аналогами проекта 47 можно считать американские лёгкие крейсера типа «Атланта» и английские крейсера ПВО типа «Дидо», при этом необходимо учитывать, что при проектировании этих кораблей в них закладывались разные тактико-технические требования. Приближаясь по водоизмещению к классическим лёгким крейсерам со 152-мм артиллерией главного калибра, они несли мощное зенитное артиллерийское вооружение калибра 127—133 мм, но не имели при этом развитой броневой защиты.
| Основные тактико-технические элементы «крейсеров-суперэсминцев» 1930-х годов                          | Основные тактико-технические элементы «крейсеров-суперэсминцев» 1930-х годов | Основные тактико-технические элементы «крейсеров-суперэсминцев» 1930-х годов | Основные тактико-технические элементы «крейсеров-суперэсминцев» 1930-х годов | Основные тактико-технические элементы «крейсеров-суперэсминцев» 1930-х годов | Основные тактико-технические элементы «крейсеров-суперэсминцев» 1930-х годов | Основные тактико-технические элементы «крейсеров-суперэсминцев» 1930-х годов |
| Основные элементы                                                                                     | Юбари                                                                        | Тромп                                                                        | Spähkreuzer 40                                                               | Капитани Романи                                                              | Дидо (1-я группа)                                                            | Атланта (1-я группа)                                                         |
| Водоизмещение, т                                                                                      | Водоизмещение, т                                                             | Водоизмещение, т                                                             | Водоизмещение, т                                                             | Водоизмещение, т                                                             | Водоизмещение, т                                                             | Водоизмещение, т                                                             |
| --- | ---------------------------------------------------------------------------- | ---------------------------------------------------------------------------- | ---------------------------------------------------------------------------- | ---------------------------------------------------------------------------- | ---------------------------------------------------------------------------- | ---------------------------------------------------------------------------- |
| Стандартное водоизмещение                                                                             | 2890                                                                         | 3787                                                                         | н/д                                                                          | 3686                                                                         | 5600                                                                         | 6718                                                                         |
| Нормальное водоизмещение                                                                              | 3141                                                                         | н/д                                                                          | н/д                                                                          | н/д                                                                          | н/д                                                                          | н/д                                                                          |
| Полное водоизмещение                                                                                  | 4449                                                                         | 4817                                                                         | 7500                                                                         | 5334                                                                         | 6850                                                                         | 8340                                                                         |
| Главные размерения, м                                                                                 |                                                                              |                                                                              |                                                                              |                                                                              |                                                                              |                                                                              |
| Длина наибольшая                                                                                      | 138,9                                                                        | 132,0                                                                        | 162,0                                                                        | 142,9                                                                        | 156,05                                                                       | 165,05                                                                       |
| Ширина наибольшая                                                                                     | 12,04                                                                        | 12,40                                                                        | 16,0                                                                         | 14,40                                                                        | 15,39                                                                        | 16,21                                                                        |
| Осадка                                                                                                | 3,58                                                                         | 4,20                                                                         | 4,90                                                                         | 4,90                                                                         | 5,11                                                                         | 6,25                                                                         |
| Энергетическая установка                                                                              |                                                                              |                                                                              |                                                                              |                                                                              |                                                                              |                                                                              |
| Мощность ГЭУ (полная/максимальная), л. с.                                                             | 57 750                                                                       | 56 000                                                                       | 110 000                                                                      |                                                                              | 62 000                                                                       | 75 000                                                                       |
| ТЗА                                                                                                   | 3                                                                            | 2 Parsons                                                                    | 3                                                                            | 2 Belluzo                                                                    | 4 Parsons                                                                    | 2 Westinghouse                                                               |
| Главные котлы                                                                                         | 8                                                                            | 4 Yarrow                                                                     | 4                                                                            | 4 Thornicroft                                                                | 4 Адмиралтейского типа                                                       | 4 Babcock & Wilcox                                                           |
| Запас топлива, т                                                                                      | 830 нефти, 100 угля                                                          | 860                                                                          | н/д                                                                          | 1387                                                                         | 1040—1100                                                                    | 1360                                                                         |
| Скорость хода наибольшая, узлов                                                                       | 35,5                                                                         | 33,5                                                                         | 36,2                                                                         | 40                                                                           | 32,3                                                                         | 32,5                                                                         |
| Дальность плавания, морских миль (на n узлах)                                                         | 3310 (14)                                                                    | 6000 (12), 1400 (32)                                                         | 12 000 (17)                                                                  | 3000 (25)                                                                    | 5560 (15), 1500 (30)                                                         | 7530 (15)                                                                    |
| Вооружение                                                                                            |                                                                              |                                                                              |                                                                              |                                                                              |                                                                              |                                                                              |
| Артиллерия главного калибра (число установок × число стволов в 1 установке / длина ствола в калибрах) | 2×2, 2×1 140-мм/50                                                           | 3×2 150-мм/50                                                                | 3×2 150-мм                                                                   | 4×2 135-мм/45                                                                | 5×2 133-мм/50                                                                | 8×2 127-мм/38                                                                |
| Зенитное вооружение                                                                                   | 1 76-мм/40, 2×2 25-мм/60 (с 1940 года)                                       | 4×2 40-мм                                                                    | 4 88-мм, 8 37-мм/83, 8 20-мм/65                                              | 6—8×1 37-мм, 4×2 20-мм                                                       | 2×4 40-мм                                                                    | 4×4 28-мм, 8×1 20-мм                                                         |
| Торпедные аппараты, боезапас                                                                          | 2×2 610-мм                                                                   | 2×3 533-мм                                                                   | 2×5 533-мм                                                                   | 2×4 533-мм                                                                   | 2×3 533-мм                                                                   | 2×4 533-мм                                                                   |
| Бронирование, мм                                                                                      |                                                                              |                                                                              |                                                                              |                                                                              |                                                                              |                                                                              |
| Броневой пояс                                                                                         | 38+19 (обшивка)                                                              | 16+30                                                                        | 20—25                                                                        | 0                                                                            | 76                                                                           | 95                                                                           |
| Броневая палуба                                                                                       | 15—25                                                                        | 15—25                                                                        | 25                                                                           | 0                                                                            | 20—25                                                                        | 32                                                                           |
| Носовой траверз                                                                                       | н/д                                                                          | н/д                                                                          | н/д                                                                          | 0                                                                            | 25                                                                           | 95                                                                           |
| Кормовой траверз                                                                                      | н/д                                                                          | н/д                                                                          | н/д                                                                          | 0                                                                            | 25                                                                           | 95                                                                           |
| Обитаемость                                                                                           |                                                                              |                                                                              |                                                                              |                                                                              |                                                                              |                                                                              |
| Экипаж, чел.                                                                                          | 328                                                                          | 309—360                                                                      |                                                                              | 418                                                                          | 480—530                                                                      | 623                                                                          |

### Общая оценка
Все предвоенные разработки бронированного лидера проекта 47 закончились безрезультатно. С одной стороны, для лидирования эскадренных миноносцев корабль должен был иметь высокую скорость (около 40 узлов), с другой стороны, должен был быть готов вступить в бой с лёгкими крейсерами противника, связывая их действия и отвлекая от своих эскадренных миноносцев. Для выполнения последней задачи лидер должен был иметь баланс наступательных и оборонительных возможностей — высокую огневую мощь и конструктивную защиту в виде бронирования. Все попытки обеспечить этот баланс приводили в конечном счёте к росту водоизмещения до 6000 т, так что получался или «не очень удачный лёгкий крейсер (при 152-мм артиллерии) или корабль ПВО, аналог строившихся британских крейсеров ПВО, но зачем-то с торпедным вооружением». Кроме этого, советские тактики имели довольно смутное представление, как должен осуществляться на практике вывод эсминцев проекта 35 в торпедную атаку.
Идея бронированного лидера, после долгого перерыва возобновлённая в отечественном ВМФ в 1939—1940 гг., может рассматриваться как продукт попытки осмысления первого опыта боевых действий на море во Второй мировой войне и распространения на современную практику устаревшей тактической модели боевого применения лидера ЭМ. В сравнении с германским кораблестроением особенно ярко видно как отсутствие сформированной концепции использования лёгких сил флота в боевых действиях, так и явно недостаточное внимание «отечественных» тактиков к технике кораблестроения, проявлявшееся в предъявлении кораблю нереалистичных требований.Литинский Д. А.
Послевоенный проект 47 стал удачной попыткой проектирования перспективного эсминца, «во многом отвечавшего отвергавшимся руководством промышленности (как „завышенным“ и „невыполнимым“) требованиям ВМС». Однако появление первых образцов управляемого ракетного оружия привело к тому, что важность и значимость броневой защиты даже для крупных артиллерийских кораблей была подставлена под сомнение. С конца 1940-х годов даже для выросших в размерах кораблей охранения бронирование корпуса становилось анахронизмом, хотя использование крылатых ракет как оружия против подобных кораблей ещё не стало повсеместно распространённым. Одновременно с этим, появлению этого корабля в составе советского флота препятствовало отсутствие на него официального запроса «операторов» Главного штаба ВМС, а также отсутствие кораблей класса «лидер эскадренных миноносцев» в послевоенных кораблестроительных программах. Всё это привело к тому, что 12 января 1949 года класс лидеров в Военно-Морском Флоте СССР прекратил своё существование, а все имевшиеся в составе флота лидеры были переклассифицированы в эсминцы.
Несмотря на это, в разработку бронированного лидера проекта 47 конструкторы-кораблестроители В. А. Никитин и А. Л. Фишер вложили потенциал «принципиально нового для отечественного флота корабля, которому вследствие „неисповедимых путей“ решения вопросов в тогдашней бюрократической системе советского военного кораблестроения, суждено было снова „превратиться“ в эсминец». Дальнейшая эволюция лидера проекта 47 привела к трансформации его сначала в эскадренный миноносец проекта 41, а затем в эскадренный миноносец проекта 56.

## Использованная литература и источники
1. 1 2 3 4 5 6 7 8  Литинский Д. Ю., 1998, с. 13.
2. ↑  Литинский Д. Ю., 1998, с. 10.
3. ↑  Литинский Д. Ю., 1998, с. 11.
4. ↑  Качур П. И., 2008, с. 15.
5. ↑  Качур П. И., 2008, с. 16.
6. ↑  Литинский Д. Ю., 1998, с. 12.
7. ↑  Краснов В. Н., 2005, с. 106.
8. 1 2 3  Платонов А. В., 2003, с. 76.
9. 1 2 3 4  Литинский Д. Ю., 1998, с. 14.
10. 1 2  Литинский Д. Ю., 1998, с. 27.
11. 1 2 3  Качур П. И., Морин А. Б., 2003, с. 40.
12. ↑  Платонов А. В., 1998, с. 113.
13. 1 2 3 4 5 6  Литинский Д. Ю., 1998, с. 15.
14. ↑  Качур П. И., 2008, с. 17.
15. ↑  Краснов В. Н., 2005, с. 11, 12.
16. ↑  Качур П. И., Морин А. Б., 2003, с. 36, 37.
17. ↑  Качур П. И., 2008, с. 20.
18. 1 2 3 4  Литинский Д. Ю., 1998, с. 46.
19. 1 2 3  Литинский Д. Ю., 1998, с. 47.
20. 1 2 3  Литинский Д. Ю., 1998, с. 48.
21. 1 2 3 4 5 6 7  Литинский Д. Ю., 1998, с. 47.
22. 1 2 3 4 5 6  Литинский Д. Ю., 1998, с. 50.
23. ↑  Качур П. И., Морин А. Б., 2003, с. 231—233.
24. ↑  Литинский Д. Ю., 1998, с. 51.
25. 1 2  Патянин С. В., Дашьян А. В. и др., 2007, с. 340.
26. 1 2  Литинский Д. Ю., 1998, с. 9.
27. ↑  Патянин С. В., Дашьян А. В. и др., 2007, с. 178—179.
28. ↑  Spahkreuzer 38 Technical Data Архивная копия от 24 ноября 2010 на Wayback Machine (нем.)
29. 1 2  Литинский Д. Ю., 1998, с. 16.
30. 1 2  Spahkreuzer 40 Technical Data Архивная копия от 24 ноября 2010 на Wayback Machine (нем.)
31. 1 2  Патянин С. В., Дашьян А. В. и др., 2007, с. 166.
32. ↑  Conway’s All the World’s Fighting Ships, 1922—1946, 1980, с. 187.
33. ↑  Conway’s All the World’s Fighting Ships, 1922—1946, 1980, с. 390.
34. ↑  Патянин С. В., Дашьян А. В. и др., 2007, с. 179.
35. ↑  Conway’s All the World’s Fighting Ships, 1922—1946, 1980, с. 297.
36. ↑  Conway’s All the World’s Fighting Ships, 1922—1946, 1980, с. 33.
37. ↑  Патянин С. В., Дашьян А. В. и др., 2007, с. 85.
38. ↑  Conway’s All the World’s Fighting Ships, 1922—1946, 1980, с. 118.
39. ↑  Патянин С. В., Дашьян А. В. и др., 2007, с. 239.